# Пиринејска воденкртица
Пиринејска воденкртица (лат. Galemys pyrenaicus) је сисар из реда Soricomorpha и породице кртица (Talpidae).

## Распрострањење
Ареал врсте је ограничен на мањи број држава. Врста је присутна у Шпанији, Португалу, Француској и Андори.

## Станиште
Станишта врсте су планине, језера и језерски екосистеми, речни екосистеми и слатководна подручја.

## Угроженост
Ова врста се сматра рањивом у погледу угрожености врсте од изумирања.